# Diario El Fonógrafo

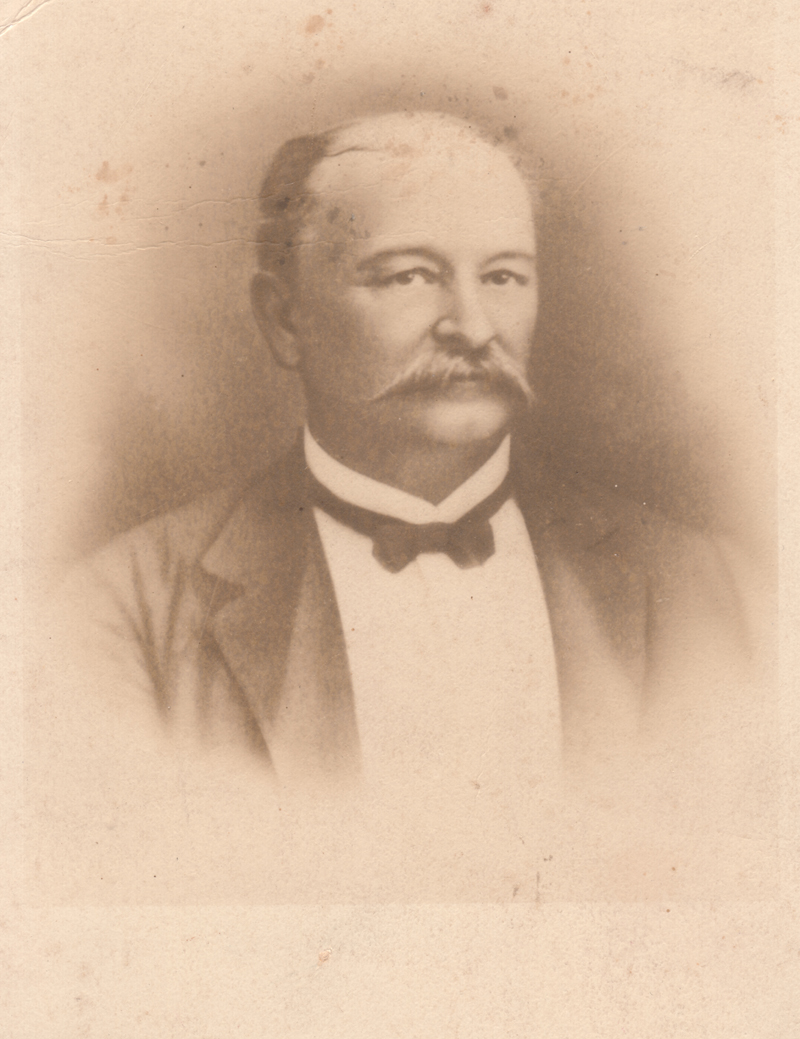
Eduardo López Rivas

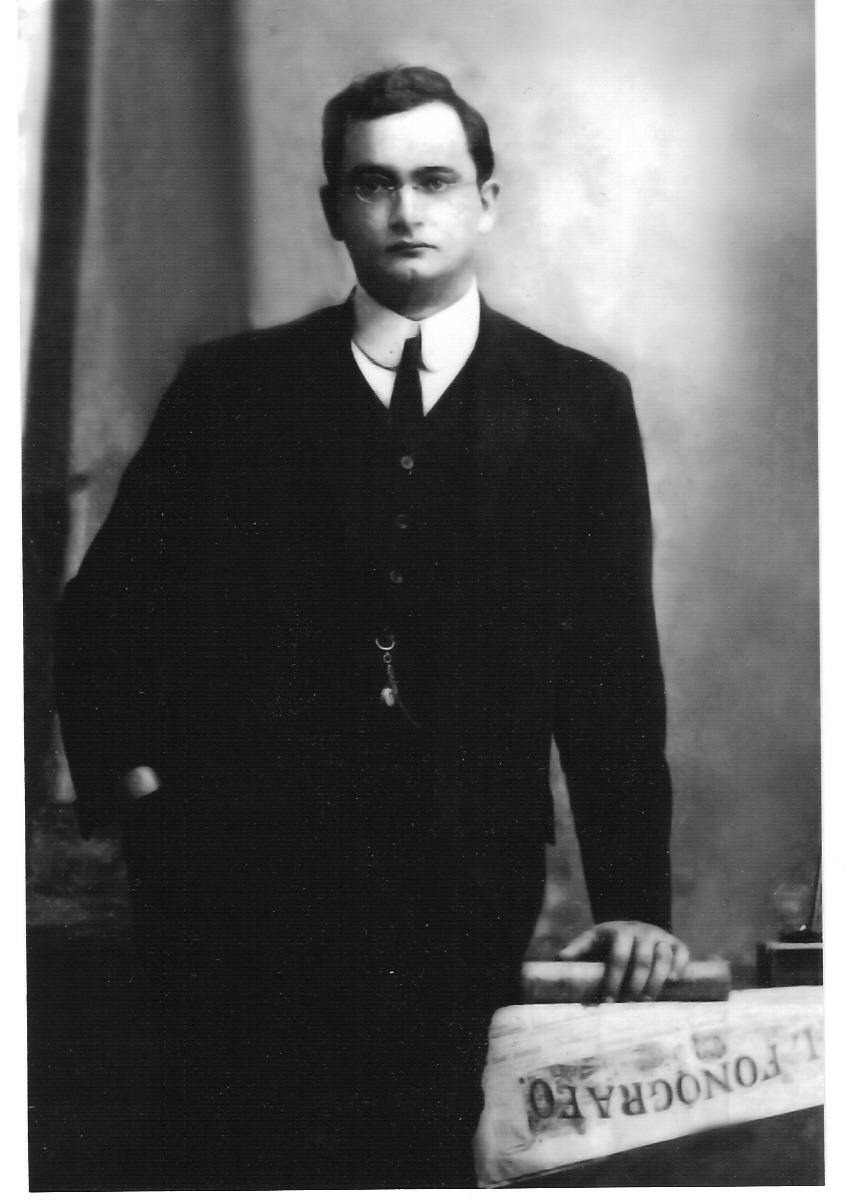
Eduardo López Bustamante en 1908

Diario El Fonógrafo (Journal "Le phonographe") était l'un des plus importants journaux vénézuéliens à la fin du XIXe siècle et au début du XXe siècle. Le journal a été fondé en 1879 par l'éditeur et journaliste Eduardo López Rivas à Maracaibo, Zulia, Venezuela.

## Histoire
Le premier numéro d'El Fonógrafo a été publié en mai 1879. À l´époque le monde occidental vivait sur l´influence du positivisme, du progrès technologique et des innovations comme celle de Thomas Edison, dont le journal a pris son  nom. Phonographe était un mot nouveau. Il représentait la nouveauté d'une machine qui reproduit les sons et, surtout, la voix humaine. En donnant ce nom au journal López Rivas, plus qu'à la politique, a voulu associer El Fonógrafo au progrès et à la civilisation.
Eduardo López Rivas avait fondé plusieurs journaux à Caracas, avant de s'installer à Maracaibo et commencer à éditer El Fonógrafo. À cause du contenu politique de ces journaux López Rivas avait été persécuté par le gouvernement, emprisonné, exilé et ruiné. El Fonógrafo commence quand une période de conflits dans l'État de Zulia, causé par la fermeture temporaire du port de Maracaibo, venait de finir. Avec la réouverture du port par le gouvernement central et la réactivation conséquente de l'économie locale, une nouvelle ère commençait dans cette région du Venezuela. Les conflits politiques semblait être passés et López Rivas a voulu de créer un journal moderne, associé à la nouvelle ère de paix et de progrès.
Au début le journal a été publié deux fois par semaine. À partir de 1882, il devient une publication quotidienne et l´édition augmente d'une page à quatre pages. El Fonógrafo a été imprimé dans les ateliers locaux à Maracaibo jusqu'à 1881, quand López Rivas a créé sa propre maison d'édition, Imprenta Americana. Cette maison d'édition avait les techniques plus avancées de l'époque, ce qui a rendu possible pour López Rivas de faire d´El Fonógrafo un journal de haute qualité d'impression.

## Opposition à Guzmán Blanco
Lorsque López Rivas fonde El Fonógrafo le président du Venezuela est le général Antonio Guzmán Blanco. Guzmán Blanco menait un gouvernement autocratique qui n'aimait pas les gens de Zulia à cause de leur fidélité au principe de liberté. Le consul américain à Maracaibo entre 1878 et 1919, Eugène Plumacher, écrit dans ses mémoires que Guzmán Blanco avait de l'animosité envers le peuple de l'État de Zulia à cause de leur esprit très indépendant. Selon Plumacher ils étaient les gens les plus épris de liberté de tous les Vénézuéliens.
Le gouvernement ne s´occupait pas des problèmes de l'État de Zulia et la ville de Maracaibo se trouvait dans un état déplorable. El Fonógrafo est devenu un farouche opposant à Guzmán Blanco en lançant des campagnes liées aux plus graves problèmes locaux. Il a toujours signalé l'échec du gouvernement en matière de protection sociale, en particulier par rapport à l'État de Zulia et à Maracaibo. À cause des politiques d'information indépendante le journal a été fermé par le gouvernement à plusieurs reprises, mais son prestige moral a permis toujours à El Fonógrafo de recommencer, et de survivre à 38 ans de censure et de dictature.
Plumacher écrit à propos de la situation précaire de la liberté d'expression au Venezuela à cette époque, en particulier dans le cas d'El Fonógrafo: Les journaux qui ont osé parler négativement de la politique du président ont été tous fermés par le gouvernement, comme ce fut le cas d´El Fonógrafo. Ce journal était (et est toujours) un des journaux les mieux gérées au Venezuela, modeste et raffiné dans ses paroles, mais ferme et sérieux sur les questions relatives au bien-être public. Plumacher écrit aussi sur l'une des nombreuses occasions où les troupes du gouvernement ont pénétré dans les bureaux d'El Fonógrafo et ont confisqué tout. Toutes les machines de l'atelier ont été envoyées au bureau du gouvernement à Maracaibo, pour éditer un journal qui avait toujours soutenu le président Antonio Guzmán Blanco.

## La dynastie López
En 1908 le fils aîné de López Rivas, Eduardo López Bustamante, devient le directeur d'El Fonógrafo. Lui et ses frères, Enrique et Carlos López Bustamante, ainsi que sa sœur Teresa López Bustamante, ont été formés en tant que journalistes par leur père. Ils prennent charge du journal à partir 1908 et selon l'écrivain Alfredo Tarre Murzi ils deviennent une véritable dynastie d'écrivains.
Sur la direction d´Eduardo López Bustamante El Fonógrafo a suivi la même politique d'information initiée par López Rivas. López Bustamante a été nommé directeur la même année que Juan Vicente Gómez est devenu président du Venezuela. Gomez était un dictateur brutal qui menait un régime de terreur et qui a imposé une forte censure. Selon l'écrivain José Rafael Pocaterra, à cause de ses éditoriaux indépendants El Fonógrafo a été constamment menacé par le gouvernement. Dans son livre "Memorias de un Venezolano de la Decadencia" (Mémoires d'un Vénézuélien de la décadence), il qualifie le régime de Gómez de tyrannie. Une tyrannie bien plus brutale que les précédentes. Les régimes despotiques précédents, écrit Pocaterra, avaient respecté le journal, dont le progrès matériel était le résultat de son énorme responsabilité morale. 

## Première Guerre mondiale
Lorsque la Première Guerre mondiale éclate en 1914 Gómez favorise l'Empire allemand, mais il conserve une neutralité apparent en face de la communauté alliée. En 1917 Eduardo López Bustamante a commencé une édition simultanée d'El Fonógrafo à Caracas, sous la direction de son jeune frère Carlos López Bustamante. Selon l'écrivain et chroniqueur d´El Fonógrafo, José Rafael Pocaterra, l´édition de la capitale avait une grande popularité depuis son début parce que, contrairement aux autres journaux vénézuéliens de l'époque, El Fonógrafo sympathisait avec les Alliés. Cette position ennuyait Gómez qui décide par la suite mettre fin à El Fonógrafo. Dans les mots de l'écrivain Pocaterra menaces anonymes et insultes pleuvaient pendant ces jours.
Le soutien du journal aux Alliés a entraîné un déséquilibre économique pour El Fonógrafo parce que la plupart de ses publicités, qui provenaient des entreprises d´importations et commerce allemandes, ont commencé à être retirées. La pression du gouvernement sur le journal est devenu plus intense, mais Eduardo López Bustamante n'a pas changé sa position par rapport à la guerre.
Le 23 août 1917 le journal a été attaqué par les troupes du gouvernement. Les bureaux d'El Fonógrafo à Caracas et à Maracaibo ont été fermés définitivement, ce qui a terminé, écrit José R. Pocaterra, avec les efforts de deux générations ... et 38 ans de vie du grand journal de Zulia.